# César Sempere i Padilla
César Sempere i Padilla (La Vila Joiosa, 26 de maig de 1984) és un jugador de rugbi valencià, en la posició de mig d'obertura (fly-half) o darrere (fullback). Durant la temporada 2011-12 va jugar als Northampton Saints. Des del 2012 juga al CR El Salvador.